# عشرب ترافنكوري
عشرب ترافنكوري (الاسم العلمي:Exacum travancoricum) هو نوع من النباتات يتبع جنس العشرب من الفصيلة الجنطيانية. سمي هذا النوع نسبةً إلى منطقة ترافنكور في الهند.